# Сурис (Манитоба)
Сурис (енгл. Souris) је варошица у југозападном делу канадске провинције Манитоба у оквирима географско-статистичке регије Вестман. Насеље је добило име према истоименој реци на чијим обалама се налази. Кроз насеље пролази аутопут 2 који повезује административни центар провинције град Винипег са Саскачеваном. Град Брандон налази се на око 35 км североисточније, док је Винипег удаљен око 230 км ка истоку.
Једна од атракција варошице је висећи мост дужине 177 м преко реке Сурис (локално Свингинг бриџ). Мест је често услед високог водостаја уништаван, последњи пут 2011. године. У административном погледу Сурис од 1903. има службени стаус провинцијске варошице.

Према резултатима пописа становништва из 2011. у варошици је живела 1.837 становника у укупно 871 домаћинству, што је за 3,7% више у односу на 1.772 житеља колико је регистровано
приликом пописа 2006. године.

## Становништво
| 1996. | 2001. | 2006. | 2011. |
| ----- | ----- | ----- | ----- |
| 1.613 | 1.683 | 1.772 | 1.837 |